# Dispositivo generador de voz

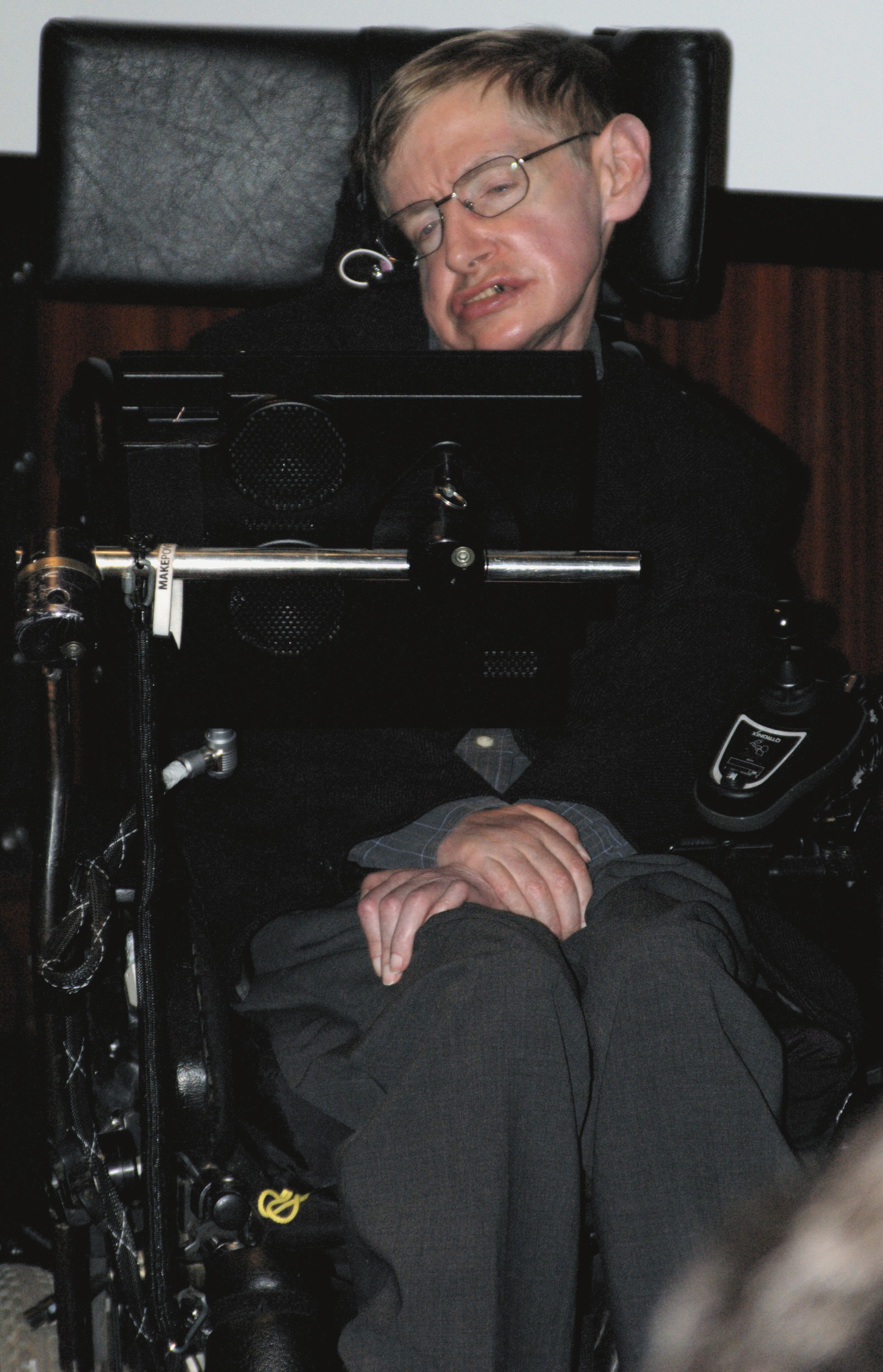
Stephen Hawking (1942-2018), astrofísico y destacado usuario de SGD

Los dispositivos generadores de voz (SGD por sus siglas en inglés), también conocidos como ayudas para la comunicación con salida de voz, son sistemas electrónicos de comunicación aumentativa y alternativa (CAA) que se utilizan para complementar o sustituir el habla o la escritura en personas con deficiencias graves del habla, permitiéndoles comunicarse verbalmente. Los SGD son importantes para las personas que tienen medios limitados para interactuar verbalmente, ya que les permiten participar activamente en las interacciones comunicativas. Son especialmente útiles para pacientes con esclerosis lateral amiotrófica (ELA), pero recientemente se han utilizado en niños con deficiencias del habla previstas.
Existen varios métodos de entrada y visualización para que usuarios con distintas capacidades puedan utilizar los SGD. Algunos SGD tienen varias páginas de símbolos para dar cabida a un gran número de enunciados, por lo que sólo una parte de los símbolos disponibles son visibles en un momento dado, y el comunicador navega por las distintas páginas. Los dispositivos generadores de voz pueden producir una salida de voz electrónica utilizando grabaciones digitalizadas del habla natural o a través de la síntesis del habla, que puede llevar menos información emocional pero puede permitir al usuario decir mensajes novedosos.
El contenido, la organización y la actualización del vocabulario de un SGD dependen de varios factores, como las necesidades del usuario y los contextos en los que se utilizará el dispositivo. Los elementos del vocabulario deben ser de gran interés para el usuario, aplicarse con frecuencia, tener diversos significados y una funcionalidad pragmática.
Existen múltiples métodos para acceder a los mensajes en los dispositivos: de forma directa o indirecta, o utilizando dispositivos de acceso especializados, aunque el método de acceso específico dependerá de las habilidades y capacidades del usuario. La salida SGD suele ser mucho más lenta que el habla, aunque las estrategias de mejora de la velocidad pueden aumentar la velocidad de salida del usuario, lo que se traduce en una mayor eficacia de la comunicación.
El primer SGD conocido se prototipó a mediados de los años 70, y los rápidos avances en el desarrollo de hardware y software han permitido integrar funciones de SGD en dispositivos como los teléfonos inteligentes. Entre sus usuarios destacan Stephen Hawking, Roger Ebert, Tony Proudfoot y Pete Frates (fundador del ALS Ice Bucket Challenge).
Los sistemas generadores de habla pueden ser dispositivos dedicados desarrollados exclusivamente para la CAA o dispositivos no dedicados, como ordenadores con software adicional que les permite funcionar como dispositivos de CAA.

## Historia

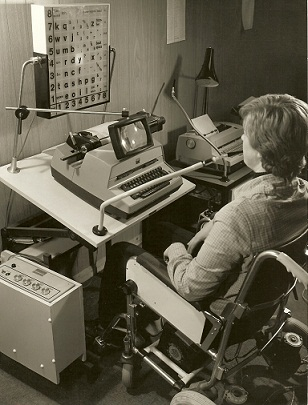
El mecanismo selector accionado por el paciente (POSM o POSSUM), se desarrolló a principios de la década de 1960

Los SGD tienen su origen en los primeros dispositivos electrónicos de ayuda a la comunicación. El primer dispositivo de este tipo fue un interruptor de  sorbo/soplo llamado mecanismo selector accionado por el paciente (Naman), cuyo prototipo fue creado por Reg Maling en el Reino Unido en 1960. POSSUM escaneaba un conjunto de símbolos en una pantalla iluminada. Investigadores de la Universidad de Delft (Países Bajos) crearon en 1970 la máquina de escribir accionada por un punto luminoso (LOT), que utilizaba pequeños movimientos de la cabeza para dirigir un pequeño punto de luz hacia una matriz de caracteres, cada uno de ellos equipado con una célula fotoeléctrica. Aunque no tuvo éxito comercial, la LOT fue bien recibida por sus usuarios.
En 1966, Barry Romich, estudiante de primer año de ingeniería en la Case Western Reserve University, y Ed Prentke, ingeniero del Highland View Hospital de Cleveland (Ohio), se asociaron para crear la Prentke Romich Company. En 1969, la empresa fabricó su primer dispositivo de comunicación, un sistema de mecanografía basado en un teletipo desechado.
En 1979, Mark Dahmke desarrolló un software para un programa de ayuda a la comunicación vocal que utilizaba el sintetizador de voz analógico Computalker CT-1 con un microordenador. El software utilizaba fonemas para generar el habla y ayudar a las personas con problemas de comunicación a construir palabras y frases. El trabajo de Dahmke contribuyó al avance de la tecnología de asistencia para personas con discapacidad. En particular, diseñó el «Sistema de Gestión del Vocabulario» para Bill Rush, un estudiante con parálisis cerebral. Esta primera tecnología de síntesis del habla facilitó la comunicación de Rush y apareció en un número de 1980 de la revista LIFE. Las contribuciones de Dahmke han influido en el desarrollo de las tecnologías de comunicación aumentativa y alternativa (CAA).
En los años setenta y principios de los ochenta empezaron a surgir otras empresas que desde entonces se han convertido en destacados fabricantes de SGD. Toby Churchill fundó Toby Churchill Ltd en 1973, tras perder el habla como consecuencia de una encefalitis. En Estados Unidos, Dynavox (conocida entonces como Sentient Systems Technology) surgió de un proyecto estudiantil de la Universidad Carnegie-Mellon, creado en 1982 para ayudar a comunicarse a una joven con parálisis cerebral. A partir de la década de 1980, las mejoras tecnológicas permitieron aumentar considerablemente el número, la variedad y las prestaciones de los dispositivos de comunicación disponibles en el mercado, así como reducir su tamaño y precio. Los métodos alternativos de acceso, como el Target Scanning (también conocido como eye pointing), calibran el movimiento de los ojos del usuario para dirigir un SGD con el fin de producir la fase del habla deseada. El escaneo, en el que las alternativas se presentan al usuario de forma secuencial, pasó a estar disponible en los dispositivos de comunicación. Las posibilidades de salida del habla incluían tanto el habla digitalizada como la sintetizada.
Continuaron los rápidos avances en el desarrollo de hardware y software, incluidos proyectos financiados por la Comunidad Europea. En la década de 1990 se desarrollaron los primeros dispositivos generadores de voz de pantalla dinámica disponibles en el mercado. Se desarrollaron programas informáticos que permitían la producción por ordenador de tableros de comunicación. Los dispositivos de alta tecnología han seguido haciéndose más pequeños y ligeros, al tiempo que aumentaban su accesibilidad y capacidad; se puede acceder a los dispositivos de comunicación mediante sistemas de seguimiento ocular, funcionan como una computadora para el tratamiento de textos y el uso de Internet, y como dispositivo de control ambiental para el acceso independiente a otros equipos como la televisión, la radio y el teléfono.
Stephen Hawking llegó a asociarse con la voz única de su particular equipo de síntesis. Hawking era incapaz de hablar debido a una combinación de discapacidades causadas por la esclerosis lateral amiotrófica (ELA) y una traqueotomía de urgencia. En los últimos 20 años aproximadamente, los SGD han ganado popularidad entre los niños pequeños con deficiencias del habla, como autismo, síndrome de Down y daño cerebral previsto debido a cirugía.
A principios de la década de 2000, los especialistas vieron las ventajas de utilizar SGD no sólo en adultos, sino también en niños. Los neurolingüistas descubrieron que los SGD eran tan eficaces para ayudar a los niños que corrían el riesgo de sufrir déficits temporales del lenguaje tras someterse a una operación cerebral como para los pacientes con ELA. En concreto, los SGD digitalizados se han utilizado como ayudas a la comunicación para pacientes pediátricos durante el proceso de recuperación.

## Métodos de acceso
Existen muchos métodos para acceder a los mensajes de los dispositivos: directo, indirecto y con dispositivos de acceso especializados. Los métodos de acceso directo implican contacto físico con el sistema, utilizando un teclado o una pantalla táctil. Los usuarios que acceden a los SGD de forma indirecta y mediante dispositivos especializados deben manipular un objeto para acceder al sistema, como maniobrar un joystick, un ratón de cabeza, un puntero óptico de cabeza, un puntero luminoso, un puntero infrarrojo o un escáner de acceso con interruptor.
El método de acceso específico dependerá de las habilidades y capacidades del usuario. Para la selección directa puede utilizarse una parte del cuerpo, un puntero, un ratón adaptado, un joystick o el seguimiento ocular, mientras que para la selección indirecta suele utilizarse la exploración por acceso conmutado. A diferencia de la selección directa (por ejemplo escribir en un teclado, tocar una pantalla), los usuarios de la exploración de objetivos sólo pueden realizar selecciones cuando el indicador de exploración (o cursor) del dispositivo electrónico se encuentra sobre la opción deseada. Aquellos que no pueden señalar suelen calibrar sus ojos para utilizar la mirada como forma de señalar y el bloqueo como forma de seleccionar las palabras y frases deseadas. La velocidad y el patrón de escaneo, así como la forma de seleccionar los elementos, se individualizan en función de las capacidades físicas, visuales y cognitivas del usuario.

## Construcción de mensajes

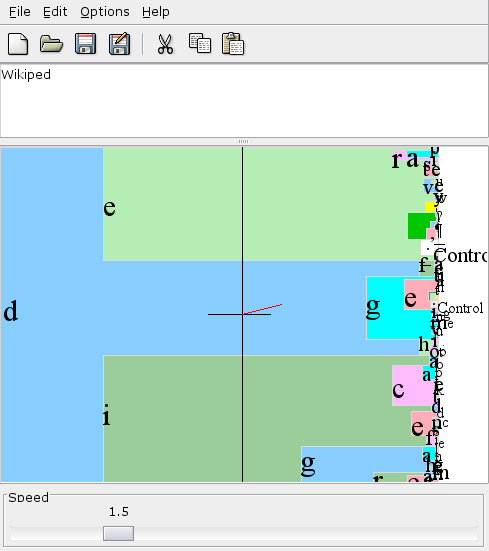
Captura de pantalla del programa de mejora de tarifas Dasher

La comunicación aumentativa y alternativa suele ser mucho más lenta que el habla, y los usuarios suelen producir entre 8 y 10 palabras por minuto. Las estrategias de mejora de la velocidad pueden aumentar la velocidad de producción del usuario a unas 12-15 palabras por minuto y, como resultado, mejorar la eficacia de la comunicación.
En cualquier SGD puede haber un gran número de expresiones vocales que facilitan una comunicación eficiente y eficaz, incluidos los saludos, la expresión de deseos y las preguntas. Algunos SGD tienen varias páginas de símbolos para dar cabida a un gran número de expresiones vocales, por lo que sólo una parte de los símbolos disponibles son visibles en un momento dado, y el comunicador navega por las distintas páginas. Los dispositivos generadores de voz suelen mostrar un conjunto de selecciones mediante una pantalla que cambia dinámicamente o una pantalla fija.
Hay dos opciones principales para aumentar la velocidad de comunicación de un SGD: la codificación y la predicción.
Las estrategias de codificación icónica, como la compactación semántica, combinan secuencias de iconos (símbolos de imagen) para producir palabras o frases. En la codificación numérica, alfanumérica y de letras (también conocida como abreviatura-expansión), las palabras y frases se codifican como secuencias de letras y números. Por ejemplo, al teclear «HH» o «G1» (para Saludo 1) se puede obtener «Hola, ¿cómo estás?».
La predicción es una estrategia de mejora de la tasa en la que el SGD intenta reducir el número de pulsaciones de teclas utilizadas mediante la predicción de la palabra o frase que está escribiendo el usuario. El usuario puede entonces seleccionar la predicción correcta sin necesidad de escribir la palabra completa. El software de predicción de palabras puede determinar las opciones que se ofrecerán en función de su frecuencia en el lenguaje, su asociación con otras palabras, las elecciones anteriores del usuario o su idoneidad gramatical. Sin embargo, se ha demostrado que los usuarios producen más palabras por minuto (utilizando una interfaz de escaneo) con una disposición de teclado estática que con una disposición de cuadrícula predictiva, lo que sugiere que la sobrecarga cognitiva de revisar una nueva disposición anula los beneficios de la disposición predictiva cuando se utiliza una interfaz de escaneo.
Otro método de mejora de la velocidad es Dasher, que utiliza modelos lingüísticos y codificación aritmética para presentar objetivos de letras alternativos en la pantalla con un tamaño relativo a su probabilidad teniendo en cuenta el historial.
La tasa de palabras producidas puede depender en gran medida del nivel conceptual del sistema: el sistema TALK, que permite a los usuarios elegir entre un gran número de enunciados a nivel de frase, demostró tasas de producción superiores a 60 wpm.

## Dispositivos de visualización fijos y dinámicos

### Dispositivos de visualización fijos

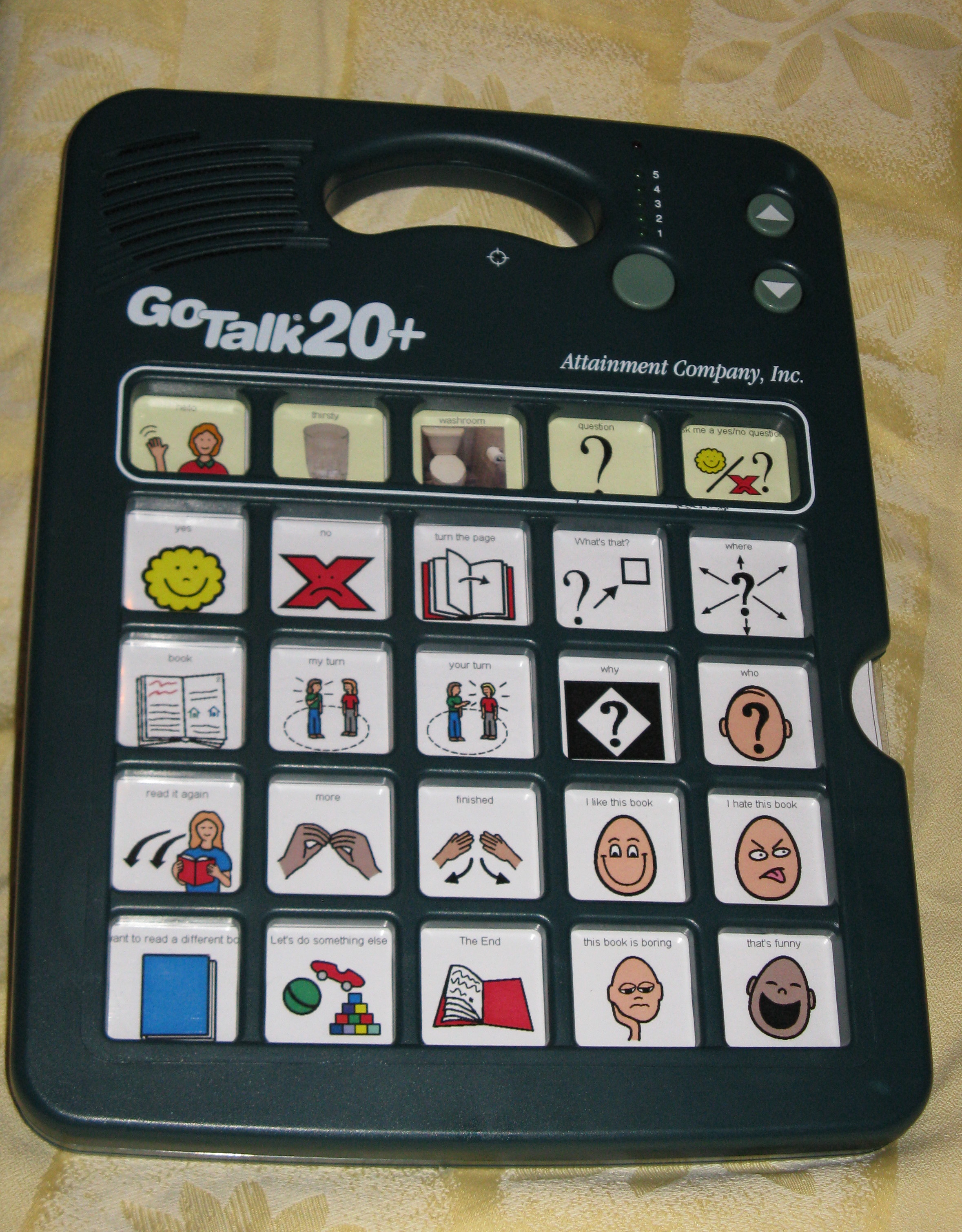
Dispositivo generador de voz con pantalla fija

Los dispositivos de visualización fija son aquellos en los que los símbolos y elementos están «fijos» en un formato determinado; algunas fuentes los denominan «estáticos». Estos dispositivos de visualización tienen una curva de aprendizaje más sencilla que otros.
Los dispositivos de pantalla fija reproducen la disposición típica de los dispositivos de CAA de baja tecnología (por baja tecnología se entiende aquellos dispositivos que no necesitan pilas, electricidad o electrónica), como los tableros de comunicación. Comparten algunas desventajas; por ejemplo, suelen estar restringidos a un número limitado de símbolos y, por tanto, de mensajes. Es importante señalar que, con los avances tecnológicos del siglo XXI, los dispositivos de pantalla fija ya no se utilizan habitualmente.

### Dispositivos de visualización dinámica
Los dispositivos de visualización dinámica suelen ser también dispositivos de pantalla táctil. Suelen generar símbolos visuales producidos electrónicamente que, al pulsarlos, cambian el conjunto de selecciones que se muestra. El usuario puede cambiar los símbolos disponibles utilizando enlaces de página para navegar a las páginas apropiadas de vocabulario y mensajes.
La página de «inicio» de un dispositivo de visualización dinámica puede mostrar símbolos relacionados con muchos contextos o temas de conversación diferentes. Al pulsar cualquiera de estos símbolos se puede abrir una pantalla diferente con mensajes relacionados con ese tema. Por ejemplo, al ver un partido de voleibol, un usuario puede pulsar el símbolo «deporte» para abrir una página con mensajes relacionados con el deporte y, a continuación, pulsar el símbolo que muestra un marcador para pronunciar la frase «¿Cuál es el marcador?».

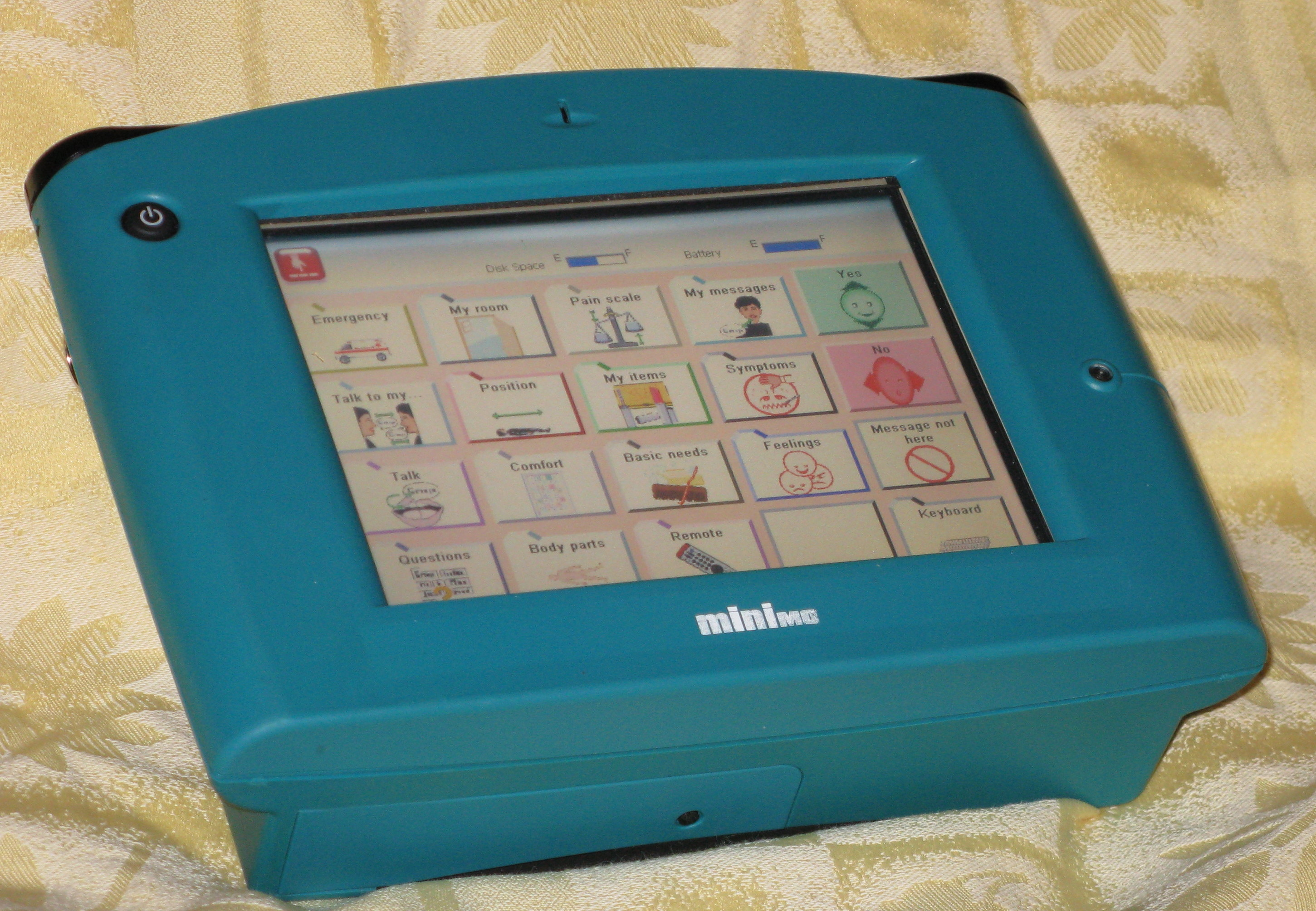
Dispositivo generador de voz con visualización dinámica, capaz de emitir voz sintetizada y digitalizada.

Las ventajas de los dispositivos de visualización dinámica incluyen la disponibilidad de un vocabulario mucho más amplio y la posibilidad de ver la frase en construcción. Otra ventaja de los dispositivos de visualización dinámica es que el sistema operativo subyacente es capaz de ofrecer opciones para múltiples canales de comunicación, como el teléfono móvil, los mensajes de texto y el correo electrónico. Un trabajo de la Universidad de Linköping ha demostrado que estas prácticas de escritura por correo electrónico permitieron a los niños usuarios de SGD desarrollar nuevas habilidades sociales y aumentar su participación social.

### Teclados parlantes

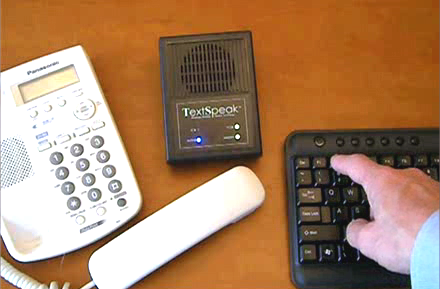
Teclado utilizado para crear voz por teléfono mediante un conversor de texto a voz.

Los sistemas de bajo coste también pueden incluir una combinación de teclado y altavoz de audio sin pantalla dinámica ni visual. Este tipo de teclado envía el texto tecleado directamente a un altavoz de audio. Puede permitir pronunciar cualquier frase sin necesidad de una pantalla visual que no siempre es necesaria. Una simple ventaja es que un teclado parlante, cuando se utiliza con un teléfono estándar o un altavoz, permite a una persona con problemas de voz mantener una conversación bidireccional por teléfono.

## Salida
La salida de un SGD puede ser digitalizada y/o sintetizada: los sistemas digitalizados reproducen directamente palabras o frases grabadas, mientras que el habla sintetizada utiliza un software de texto a voz que puede transmitir menos información emocional pero permite al usuario pronunciar mensajes novedosos tecleando nuevas palabras. En la actualidad, las personas utilizan en sus SGD una combinación de mensajes grabados y técnicas de texto a voz. Sin embargo, algunos dispositivos están limitados a un solo tipo de salida.

### Habla digitalizada

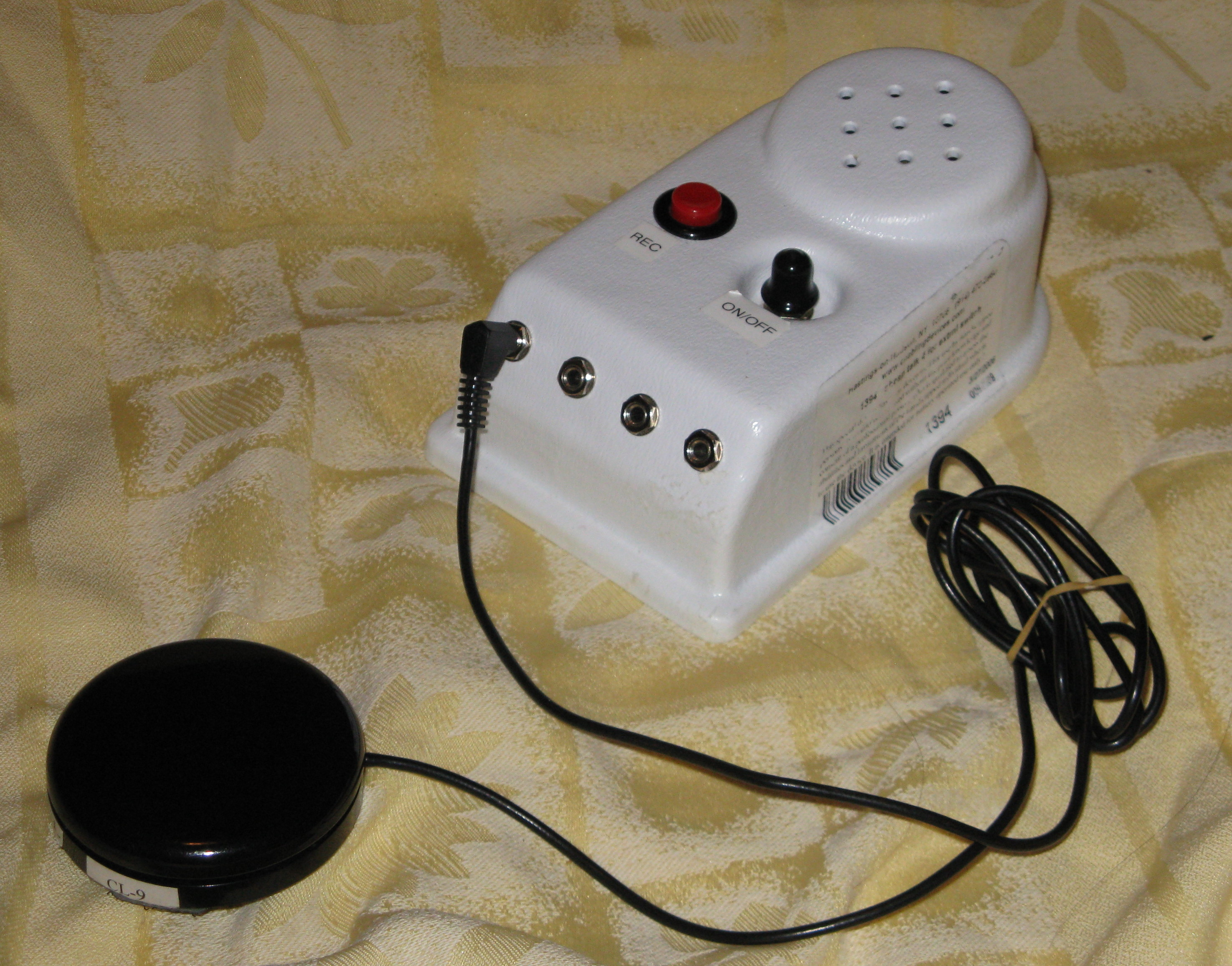
Sencillo dispositivo generador de voz accionado por interruptor

Palabras, frases o mensajes enteros pueden digitalizarse y almacenarse en el dispositivo para ser reproducidos y activados por el usuario. Este proceso se conoce formalmente como Banco de Voz. Las ventajas del habla grabada incluyen que (a) proporciona una prosodia natural y un habla natural para el oyente (por ejemplo, se puede seleccionar a una persona de la misma edad y sexo que el usuario de CAA para grabar los mensajes), y (b) proporciona sonidos adicionales que pueden ser importantes para el usuario como risas o silbidos. Además, las SGD digitalizadas es que proporcionan un cierto grado de normalidad tanto para el paciente como para sus familiares cuando pierden la capacidad de hablar por sí mismos.
Una de las principales desventajas de utilizar sólo voz grabada es que los usuarios no pueden producir mensajes novedosos; están limitados a los mensajes pregrabados en el dispositivo. Dependiendo del dispositivo, puede haber un límite en la duración de las grabaciones.

### Habla sintetizada
Los SGD que utilizan el habla sintetizada aplican las reglas fonéticas del idioma para traducir el mensaje del usuario en una salida de voz (síntesis de voz). Los usuarios tienen libertad para crear palabras y mensajes novedosos y no están limitados a los que han sido pregrabados en su dispositivo por otros.
El uso del habla sintetizada ha aumentado gracias a la creación de software que aprovecha los ordenadores y smartphones del usuario. Aplicaciones de CAA como Spoken o Avaz están disponibles en Android e iOS, proporcionando una forma de utilizar un dispositivo generador de voz sin tener que visitar la consulta de un médico o aprender a utilizar maquinaria especializada. En muchos casos, estas opciones son también más asequibles que un dispositivo específico.
Los SGD sintetizados pueden permitir múltiples métodos de creación de mensajes que pueden utilizarse de forma individual o combinada: los mensajes pueden crearse a partir de letras, palabras, frases, oraciones, imágenes o símbolos. Con el habla sintetizada existe una capacidad prácticamente ilimitada de almacenamiento de mensajes con pocas demandas de espacio de memoria.
Los motores de voz sintetizada están disponibles en muchos idiomas, y los parámetros del motor, como la velocidad del habla, el rango de tono, el género, los patrones de estrés, las pausas y las excepciones de pronunciación, pueden ser manipulados por el usuario.

## Conjunto de selección y vocabulario

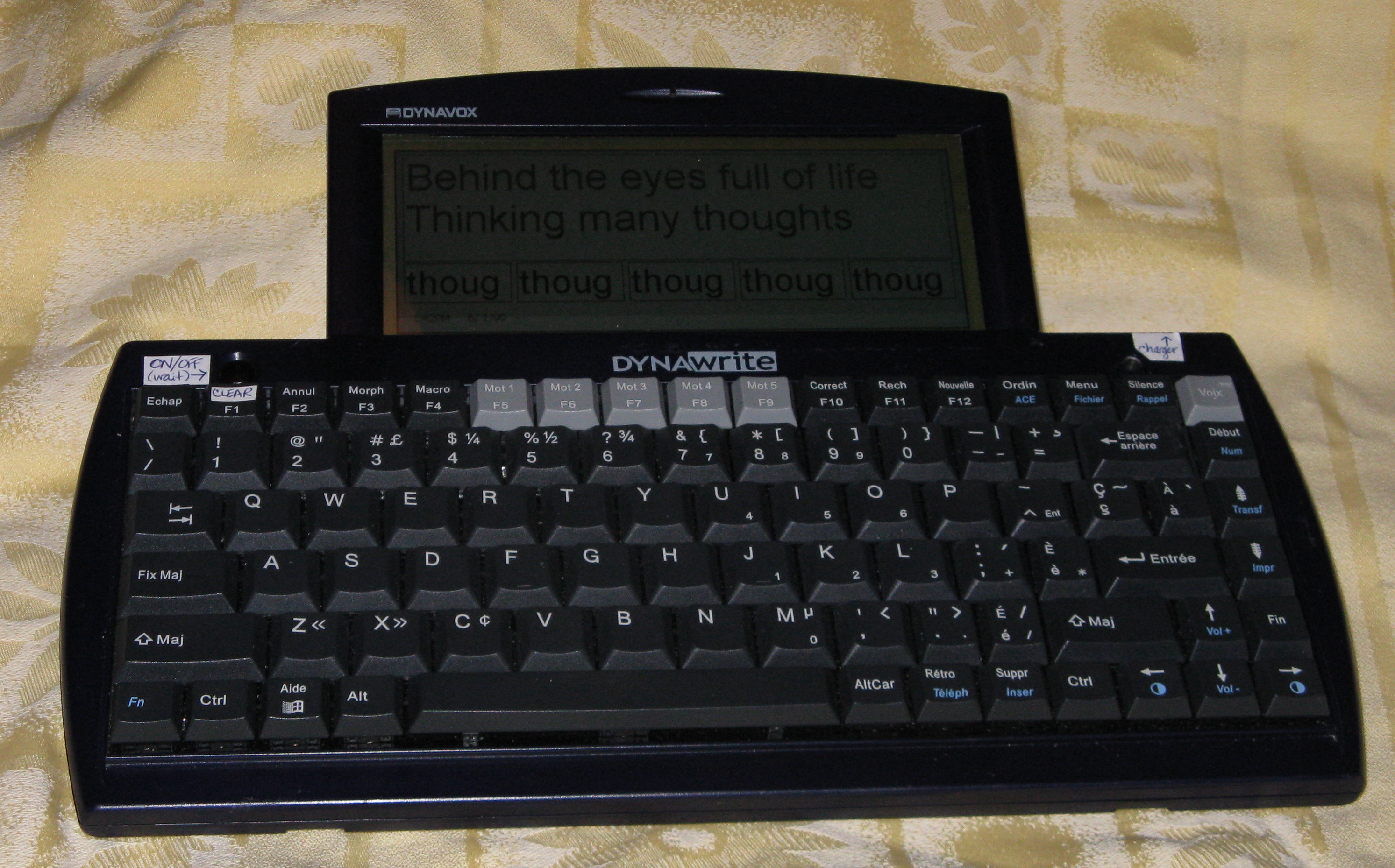
Dispositivo de generación de texto a voz mediante teclado

El conjunto de selección de un SGD es el conjunto de todos los mensajes, símbolos y códigos que están disponibles para una persona que utiliza ese dispositivo. El contenido, la organización y la actualización de este conjunto de selección son áreas de investigación activa y están influidas por una serie de factores, como la capacidad, los intereses y la edad del usuario.  El conjunto de selección para un sistema de CAA puede incluir palabras que el usuario no conoce todavía - se incluyen para que el usuario «crezca». El contenido instalado en cualquier SGD puede incluir un gran número de páginas preestablecidas proporcionadas por el fabricante, con un número de páginas adicionales producidas por el usuario o el equipo de atención al usuario dependiendo de las necesidades del usuario y los contextos en los que se utilizará el dispositivo.

### Selección inicial de contenidos
Los investigadores Beukelman y Mirenda enumeran una serie de posibles fuentes (como familiares, amigos, profesores y personal asistencial) para la selección del contenido inicial de un SGD. Se necesita una variedad de fuentes porque, en general, una sola persona no tendría los conocimientos y la experiencia necesarios para generar todas las expresiones vocales que se necesitan en un entorno determinado. Por ejemplo, los padres y los terapeutas podrían no pensar en añadir términos de argot, como «innit».
Trabajos anteriores han analizado tanto el uso del vocabulario de hablantes con desarrollo típico como el uso de palabras de usuarios de CAA para generar contenido para nuevos dispositivos de CAA. Tales procesos funcionan bien para generar un conjunto básico de enunciados o expresiones vocales, pero son menos eficaces en situaciones en las que se necesita un vocabulario particular (por ejemplo, términos relacionados directamente con el interés de un usuario por la equitación). El término «vocabulario complementario» hace referencia al vocabulario específico o exclusivo de los intereses o necesidades personales del individuo. Una técnica típica para desarrollar vocabulario marginal para un dispositivo consiste en realizar entrevistas con múltiples «informantes»: hermanos, padres, profesores, compañeros de trabajo y otras personas implicadas.
Otros investigadores, como Musselwhite y St. Louis sugieren que los elementos del vocabulario inicial deberían ser de gran interés para el usuario, ser de aplicación frecuente, tener una gama de significados y ser pragmáticos en su funcionalidad. Estos criterios se han utilizado ampliamente en el campo de la CAA como comprobación ecológica del contenido de los DGS.

### Mantenimiento automático de contenidos
Beukelman y Mirenda destacan que la selección de vocabulario también implica el mantenimiento continuo del vocabulario; sin embargo, una dificultad en la CAA es que los usuarios o sus cuidadores deben programar manualmente cualquier enunciado nuevo (por ejemplo, nombres de nuevos amigos o historias personales) y no existen soluciones comerciales para añadir contenido automáticamente. Varios enfoques de investigación han intentado superar esta dificultad, estos van desde la «entrada inferida», como la generación de contenido basada en un registro de conversaciones con los amigos y la familia de un usuario, hasta datos extraídos de Internet para encontrar materiales lingüísticos, como el Proyecto Webcrawler. Además, mediante el uso de enfoques basados en el registro de vida, el contenido de un dispositivo puede modificarse en función de los acontecimientos que le ocurran a un usuario durante el día. Al acceder a más datos de un usuario, pueden generarse más mensajes de alta calidad, con el riesgo de exponer datos sensibles del usuario.  Por ejemplo, mediante el uso de sistemas de posicionamiento global, el contenido de un dispositivo puede modificarse en función de la ubicación geográfica.

### Consideraciones éticas
Muchos SGD desarrollados recientemente incluyen herramientas de medición y análisis del rendimiento para ayudar a controlar el contenido utilizado por una persona. Esto suscita preocupaciones sobre la privacidad, y algunos argumentan que el usuario del dispositivo debería estar implicado en la decisión de monitorizar el uso de esta manera. Se han planteado preocupaciones similares en relación con las propuestas de dispositivos con generación automática de contenidos, y la privacidad es cada vez más un factor en el diseño de los SGD. Como los dispositivos de CAA están diseñados para ser utilizados en todas las áreas de la vida de un usuario, hay cuestiones legales, sociales y técnicas delicadas centradas en una amplia familia de problemas de gestión de datos personales que pueden encontrarse en contextos de uso de CAA. Por ejemplo, los SGDs pueden tener que ser diseñados para que apoyen el derecho del usuario a borrar registros de conversaciones o contenidos que han sido añadidos automáticamente.

## Retos
La programación de los dispositivos generadores dinámicos del habla suele correr a cargo de especialistas en comunicación aumentativa. Los especialistas tienen que atender las necesidades de los pacientes porque éstos suelen elegir qué tipo de palabras/frases quieren. Por ejemplo, los pacientes utilizan frases distintas en función de su edad, discapacidad, intereses, etc. Por lo tanto, la organización de los contenidos requiere mucho tiempo. Además, los SGD rara vez están cubiertos por las compañías de seguros médicos. En consecuencia, los recursos son muy limitados tanto en lo que respecta a la financiación como al personal. El Dr. John Costello, del Boston Children's Hospital, ha sido la fuerza motriz que ha solicitado donaciones para mantener este programa en marcha y bien dotado de personal, tanto en su hospital como en hospitales de todo el país.